# Richeria tomentosa
Richeria tomentosa är en emblikaväxtart som beskrevs av Michael J. Huft. Richeria tomentosa ingår i släktet Richeria och familjen emblikaväxter. Inga underarter finns listade i Catalogue of Life.